# Hvožďany (Úněšov)
Hvožďany jsou malá vesnice, část obce Úněšov v okrese Plzeň-sever v Plzeňském kraji. Nachází se asi 4,5 kilometru jihozápadně od Úněšova. Prochází zde silnice II/193. Hvožďany leží v katastrálním území Hvožďany u Úněšova o rozloze 3,88 km².

## Historie
První písemná zmínka o vesnici pochází z roku 1239.

## Obyvatelstvo
| Rok            | 1869 | 1880 | 1890 | 1900 | 1910 | 1921 | 1930 | 1950 | 1961 | 1970 | 1980 | 1991 | 2001 | 2011 | 2021 |
| -------------- | ---- | ---- | ---- | ---- | ---- | ---- | ---- | ---- | ---- | ---- | ---- | ---- | ---- | ---- | ---- |
| Počet obyvatel | 110  | 120  | 105  | 107  | 141  | 139  | 121  | 94   | 82   | 69   | 54   | 39   | 33   | 30   | 37   |
| Počet domů     | 18   | 18   | 18   | 19   | 22   | 22   | 22   | 24   | 24   | 17   | 17   | 18   | 19   | 19   | 20   |

## Obecní správa
Při sčítání lidu v letech 1869–1890 byly osadou obce Číhaná v okrese Stříbro. V letech 1900–1950 byly samostatnou obcí v okrese Stříbro. Od roku 1960 jsou částí obce Úněšov v okrese Plzeň-sever.

## Další fotografie

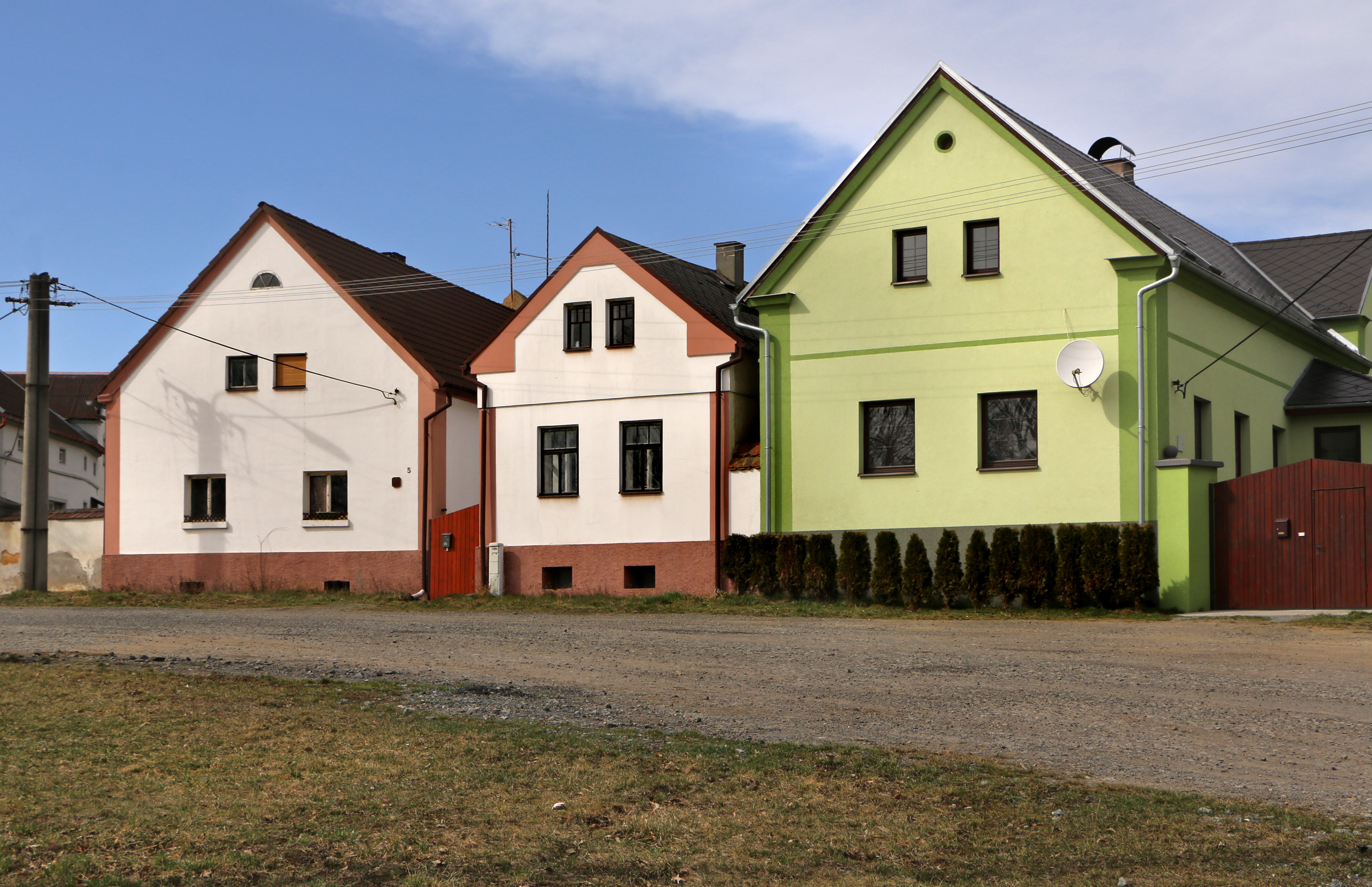
Domy na návsi
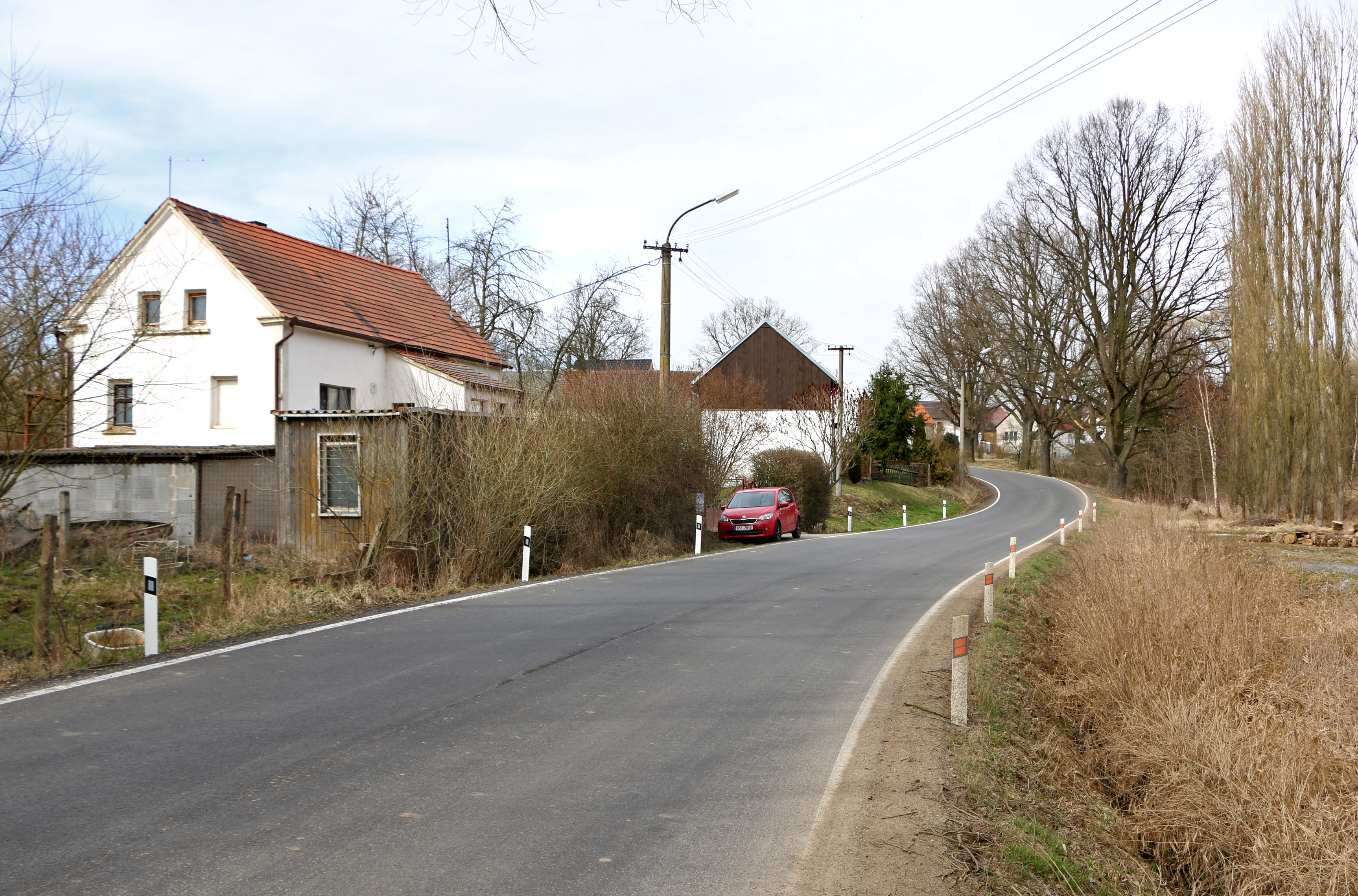
Příjezd k vesnici
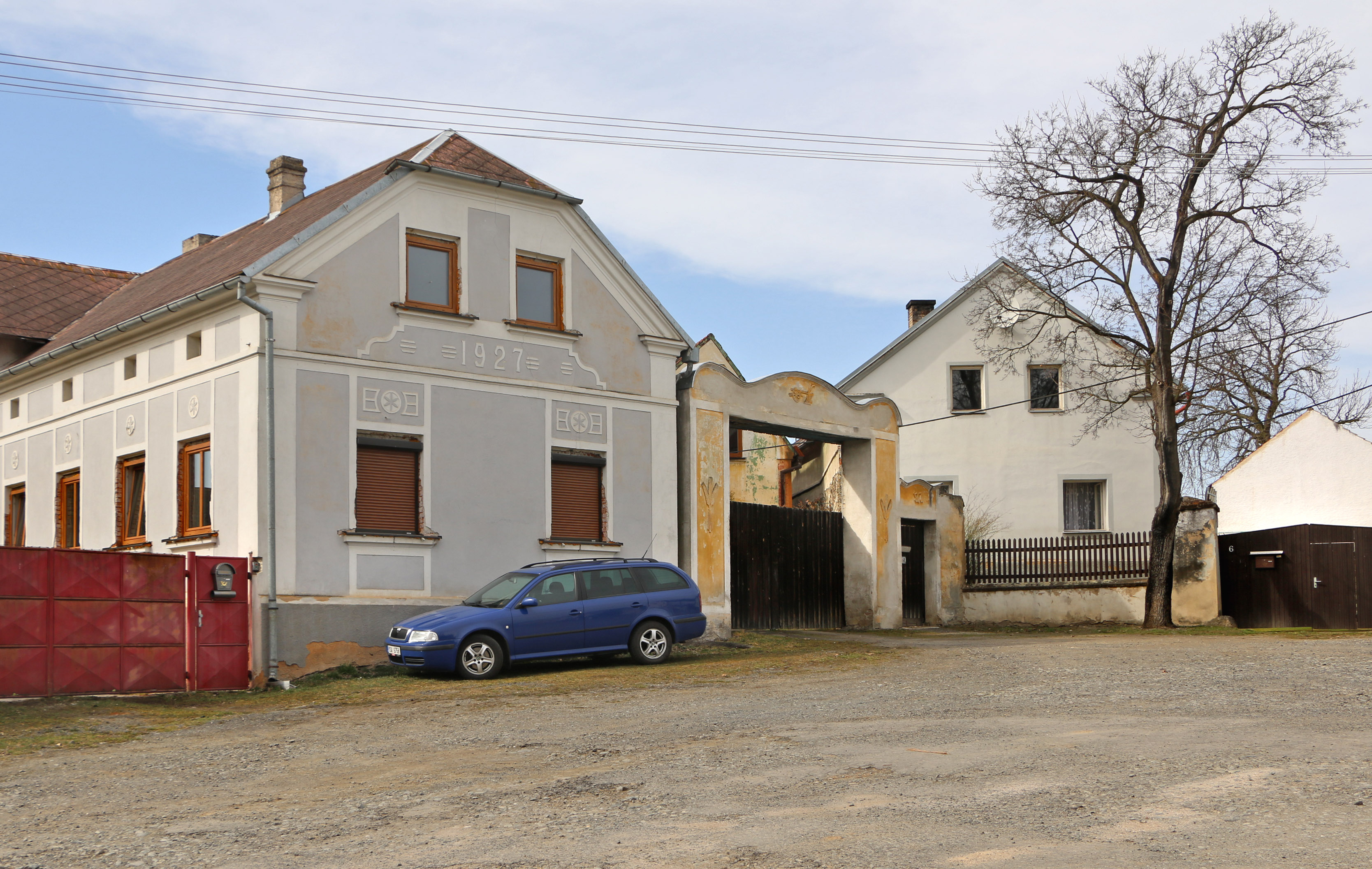
Dům čp. 8
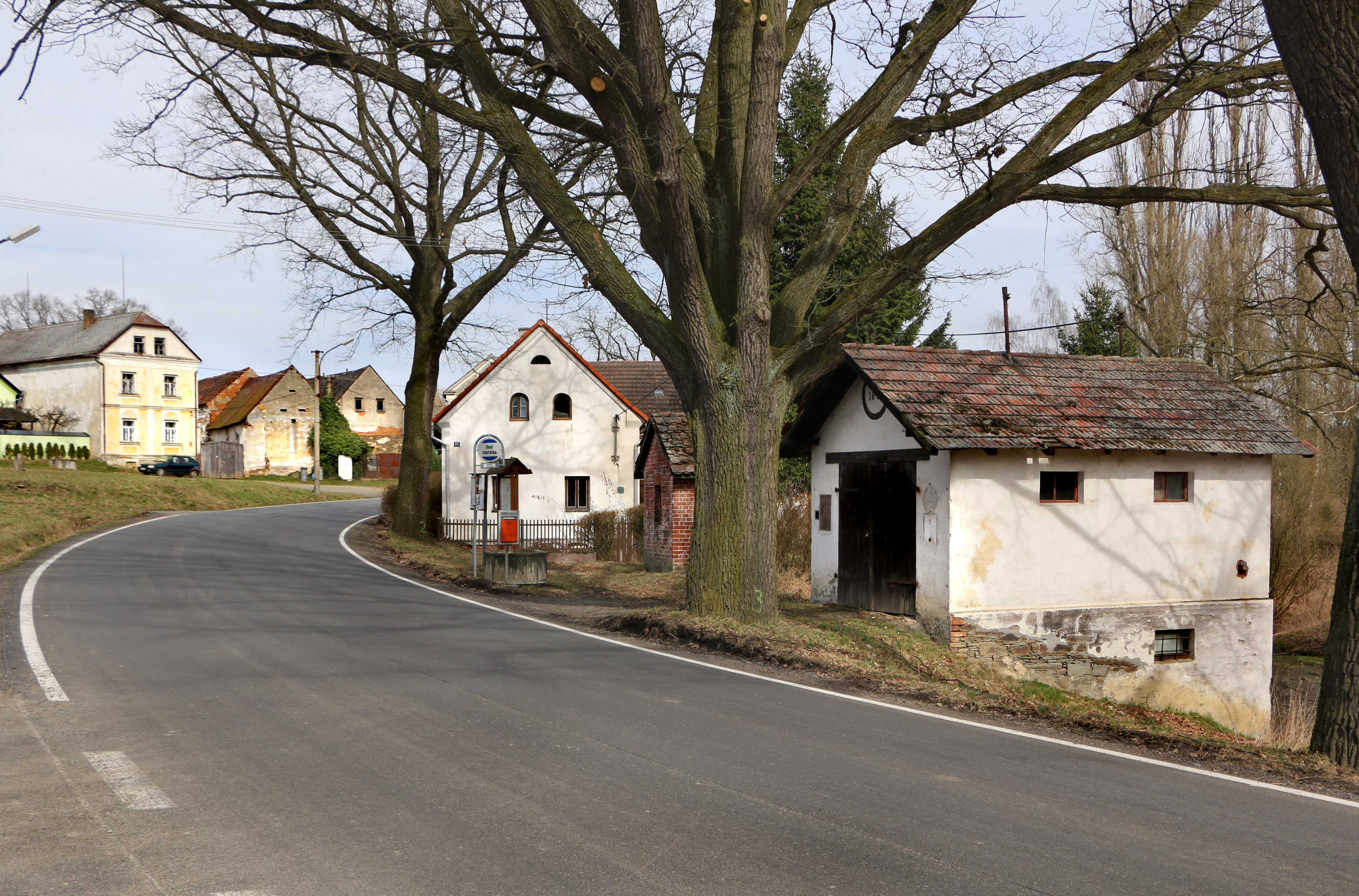
Zastávka a stará hasičárna